# 11.ª etapa del Giro de Italia 2022
La 11.ª etapa del Giro de Italia 2022 tuvo lugar el 18 de mayo de 2022 entre Santarcangelo di Romagna y Reggio Emilia sobre un recorrido de 203 km. El vencedor fue el italiano Alberto Dainese del equipo DSM y el español Juan Pedro López mantuvo el liderato un día más.

## Clasificación de la etapa
| Santarcangelo di Romagna - Reggio Emilia | etapa llana | (203 km) |

| \| Clasificación de la etapa \| Clasificación de la etapa \| Clasificación de la etapa \| Clasificación de la etapa \| Clasificación de la etapa \| \| Ciclista \| Ciclista \| Equipo \| Tiempo \| \| \| ------------------------- \| ------------------------- \| ------------------------- \| ------------------------- \| ------------------------- \| \| 1.º \| Alberto Dainese \| Team DSM \| 4 h 19 min 04 s \| \| \| 2.º \| Fernando Gaviria \| UAE Team Emirates \| + 0 s \| \| \| 3.º \| Simone Consonni \| Cofidis \| + 0 s \| \| \| 4.º \| Arnaud Démare \| Groupama-FDJ \| + 0 s \| \| \| 5.º \| Caleb Ewan \| Lotto-Soudal \| + 0 s \| \| \| 6.º \| Mark Cavendish \| Quick-Step Alpha Vinyl \| + 0 s \| \| \| 7.º \| Edward Theuns \| Trek-Segafredo \| + 0 s \| \| \| 8.º \| Sacha Modolo \| Bardiani CSF Faizanè \| + 0 s \| \| \| 9.º \| Phil Bauhaus \| Bahrain Victorious \| + 0 s \| \| \| 10.º \| Lawrence Naesen \| AG2R Citroën Team \| + 0 s \| \| |                  |                        |                 |
| |                  |                        |                 |
| Fuente: ProCyclingStats |                  |                        |                 |
| Clasificación de la etapa |                  |                        |                 |
| Ciclista | Ciclista         | Equipo                 | Tiempo          |
| 1.º | Alberto Dainese  | Team DSM               | 4 h 19 min 04 s |
| 2.º | Fernando Gaviria | UAE Team Emirates      | + 0 s           |
| 3.º | Simone Consonni  | Cofidis                | + 0 s           |
| 4.º | Arnaud Démare    | Groupama-FDJ           | + 0 s           |
| 5.º | Caleb Ewan       | Lotto-Soudal           | + 0 s           |
| 6.º | Mark Cavendish   | Quick-Step Alpha Vinyl | + 0 s           |
| 7.º | Edward Theuns    | Trek-Segafredo         | + 0 s           |
| 8.º | Sacha Modolo     | Bardiani CSF Faizanè   | + 0 s           |
| 9.º | Phil Bauhaus     | Bahrain Victorious     | + 0 s           |
| 10.º | Lawrence Naesen  | AG2R Citroën Team      | + 0 s           |

## Clasificaciones al final de la etapa

### Clasificación general(Maglia Rosa)
| \| Clasificación general \| Clasificación general \| Clasificación general \| Clasificación general \| Clasificación general \| \| Ciclista \| Ciclista \| Equipo \| Tiempo \| \| \| --------------------- \| --------------------- \| ---------------------------------- \| --------------------- \| --------------------- \| \| 1.º \| Juan Pedro López \| Trek-Segafredo \| 46 h 43 min 12 s \| \| \| 2.º \| Richard Carapaz \| Ineos Grenadiers \| + 12 s \| \| \| 3.º \| João Almeida \| UAE Team Emirates \| + 12 s \| \| \| 4.º \| Romain Bardet \| Team DSM \| + 14 s \| \| \| 5.º \| Jai Hindley \| Bora-Hansgrohe \| + 20 s \| \| \| 6.º \| Guillaume Martin \| Cofidis \| + 28 s \| \| \| 7.º \| Mikel Landa \| Bahrain Victorious \| + 29 s \| \| \| 8.º \| Domenico Pozzovivo \| Intermarché-Wanty-Gobert Matériaux \| + 54 s \| \| \| 9.º \| Emanuel Buchmann \| Bora-Hansgrohe \| + 1 min 09 s \| \| \| 10.º \| Pello Bilbao \| Bahrain Victorious \| + 1 min 22 s \| \| |                    |                                    |                  |
| |                    |                                    |                  |
| Fuente: ProCyclingStats |                    |                                    |                  |
| Clasificación general |                    |                                    |                  |
| Ciclista | Ciclista           | Equipo                             | Tiempo           |
| 1.º | Juan Pedro López   | Trek-Segafredo                     | 46 h 43 min 12 s |
| 2.º | Richard Carapaz    | Ineos Grenadiers                   | + 12 s           |
| 3.º | João Almeida       | UAE Team Emirates                  | + 12 s           |
| 4.º | Romain Bardet      | Team DSM                           | + 14 s           |
| 5.º | Jai Hindley        | Bora-Hansgrohe                     | + 20 s           |
| 6.º | Guillaume Martin   | Cofidis                            | + 28 s           |
| 7.º | Mikel Landa        | Bahrain Victorious                 | + 29 s           |
| 8.º | Domenico Pozzovivo | Intermarché-Wanty-Gobert Matériaux | + 54 s           |
| 9.º | Emanuel Buchmann   | Bora-Hansgrohe                     | + 1 min 09 s     |
| 10.º | Pello Bilbao       | Bahrain Victorious                 | + 1 min 22 s     |

### Clasificación por puntos(Maglia Ciclamino)
| Clasificación por puntos | Clasificación por puntos | Clasificación por puntos        | Clasificación por puntos | Clasificación por puntos |
| Ciclista                 | Ciclista                 | Equipo                          | Puntos                   |                          |
| ------------------------ | ------------------------ | ------------------------------- | ------------------------ | ------------------------ |
| 1.º                      | Arnaud Démare            | Groupama-FDJ                    | 173 pts                  |                          |
| 2.º                      | Mark Cavendish           | Quick-Step Alpha Vinyl          | 96 pts                   |                          |
| 3.º                      | Fernando Gaviria         | UAE Team Emirates               | 91 pts                   |                          |
| 4.º                      | Mathieu van der Poel     | Alpecin-Fenix                   | 90 pts                   |                          |
| 5.º                      | Giacomo Nizzolo          | Israel-Premier Tech             | 69 pts                   |                          |
| 6.º                      | Alberto Dainese          | Team DSM                        | 67 pts                   |                          |
| 7.º                      | Filippo Tagliani         | Drone Hopper-Androni Giocattoli | 58 pts                   |                          |
| 8.º                      | Caleb Ewan               | Lotto-Soudal                    | 57 pts                   |                          |
| 9.º                      | Thomas de Gendt          | Lotto-Soudal                    | 53 pts                   |                          |
| 10.º                     | Simone Consonni          | Cofidis                         | 49 pts                   |                          |

### Clasificación de la montaña(Maglia Azzurra)
| Clasificación de la montaña | Clasificación de la montaña | Clasificación de la montaña     | Clasificación de la montaña | Clasificación de la montaña |
| Ciclista                    | Ciclista                    | Equipo                          | Puntos                      |                             |
| --------------------------- | --------------------------- | ------------------------------- | --------------------------- | --------------------------- |
| 1.º                         | Diego Rosa                  | Eolo-Kometa                     | 83 pts                      |                             |
| 2.º                         | Koen Bouwman                | Jumbo-Visma                     | 69 pts                      |                             |
| 3.º                         | Lennard Kämna               | Bora-Hansgrohe                  | 43 pts                      |                             |
| 4.º                         | Jai Hindley                 | Bora-Hansgrohe                  | 40 pts                      |                             |
| 5.º                         | Wout Poels                  | Bahrain Victorious              | 27 pts                      |                             |
| 6.º                         | Natnael Tesfatsion          | Drone Hopper-Androni Giocattoli | 26 pts                      |                             |
| 7.º                         | Davide Formolo              | UAE Team Emirates               | 25 pts                      |                             |
| 8.º                         | Romain Bardet               | Team DSM                        | 21 pts                      |                             |
| 9.º                         | Bauke Mollema               | Trek-Segafredo                  | 20 pts                      |                             |
| 10.º                        | Eduardo Sepúlveda           | Drone Hopper-Androni Giocattoli | 19 pts                      |                             |

### Clasificación de los jóvenes(Maglia Bianca)
| Clasificación del mejor joven | Clasificación del mejor joven | Clasificación del mejor joven | Clasificación del mejor joven | Clasificación del mejor joven |
| Ciclista                      | Ciclista                      | Equipo                        | Tiempo                        |                               |
| ----------------------------- | ----------------------------- | ----------------------------- | ----------------------------- | ----------------------------- |
| 1.º                           | Juan Pedro López              | Trek-Segafredo                | 46 h 43 min 12 s              |                               |
| 2.º                           | João Almeida                  | UAE Team Emirates             | + 12 s                        |                               |
| 3.º                           | Thymen Arensman               | Team DSM                      | + 1 min 27 s                  |                               |
| 4.º                           | Iván Ramiro Sosa              | Movistar Team                 | + 7 min 18 s                  |                               |
| 5.º                           | Pavel Sivakov                 | Ineos Grenadiers              | + 11 min 54 s                 |                               |
| 6.º                           | Mauri Vansevenant             | Quick-Step Alpha Vinyl        | + 15 min 46 s                 |                               |
| 7.º                           | Santiago Buitrago             | Bahrain Victorious            | + 17 min 41 s                 |                               |
| 8.º                           | Vadim Pronskiy                | Astana Qazaqstan Team         | + 22 min 12 s                 |                               |
| 9.º                           | Gijs Leemreize                | Jumbo-Visma                   | + 27 min 08 s                 |                               |
| 10.º                          | Tobias Foss                   | Jumbo-Visma                   | + 29 min 50 s                 |                               |

### Clasificación por equipos"Súper team"
| Clasificación por equipos | Clasificación por equipos          | Clasificación por equipos | Clasificación por equipos |
| Equipo                    | Equipo                             | Tiempo                    |                           |
| ------------------------- | ---------------------------------- | ------------------------- | ------------------------- |
| 1.º                       | Bora-Hansgrohe                     | 40 h 12 min 41 s          |                           |
| 2.º                       | Bahrain Victorious                 | + 4 min 17 s              |                           |
| 3.º                       | Intermarché-Wanty-Gobert Matériaux | + 5 min 24 s              |                           |
| 4.º                       | Ineos Grenadiers                   | + 14 min 02 s             |                           |
| 5.º                       | Trek-Segafredo                     | + 16 min 40 s             |                           |
| 6.º                       | Team DSM                           | + 17 min 46 s             |                           |
| 7.º                       | Movistar Team                      | + 20 min 51 s             |                           |
| 8.º                       | Jumbo-Visma                        | + 24 min 01 s             |                           |
| 9.º                       | Astana Qazaqstan Team              | + 30 min 47 s             |                           |
| 10.º                      | UAE Team Emirates                  | + 33 min 49 s             |                           |

## Abandonos
- Biniam Girmay (Intermarché-Wanty-Gobert Matériaux) no tomó la salida después de sufrir una lesión ocular durante la ceremonia del podio de la etapa anterior.[2]